# Kokkosaari (ö i Norra Savolax, Norra Savolax, lat 63,23, long 26,30)
Kokkosaari är en ö i Finland. Den ligger i sjön Nilakka och i kommunen Keitele i den ekonomiska regionen  Övre Savolax ekonomiska region  och landskapet Norra Savolax, i den centrala delen av landet, 300 km norr om huvudstaden Helsingfors. Öns största längd är 90 meter i sydöst-nordvästlig riktning.